# 赤いウィーン

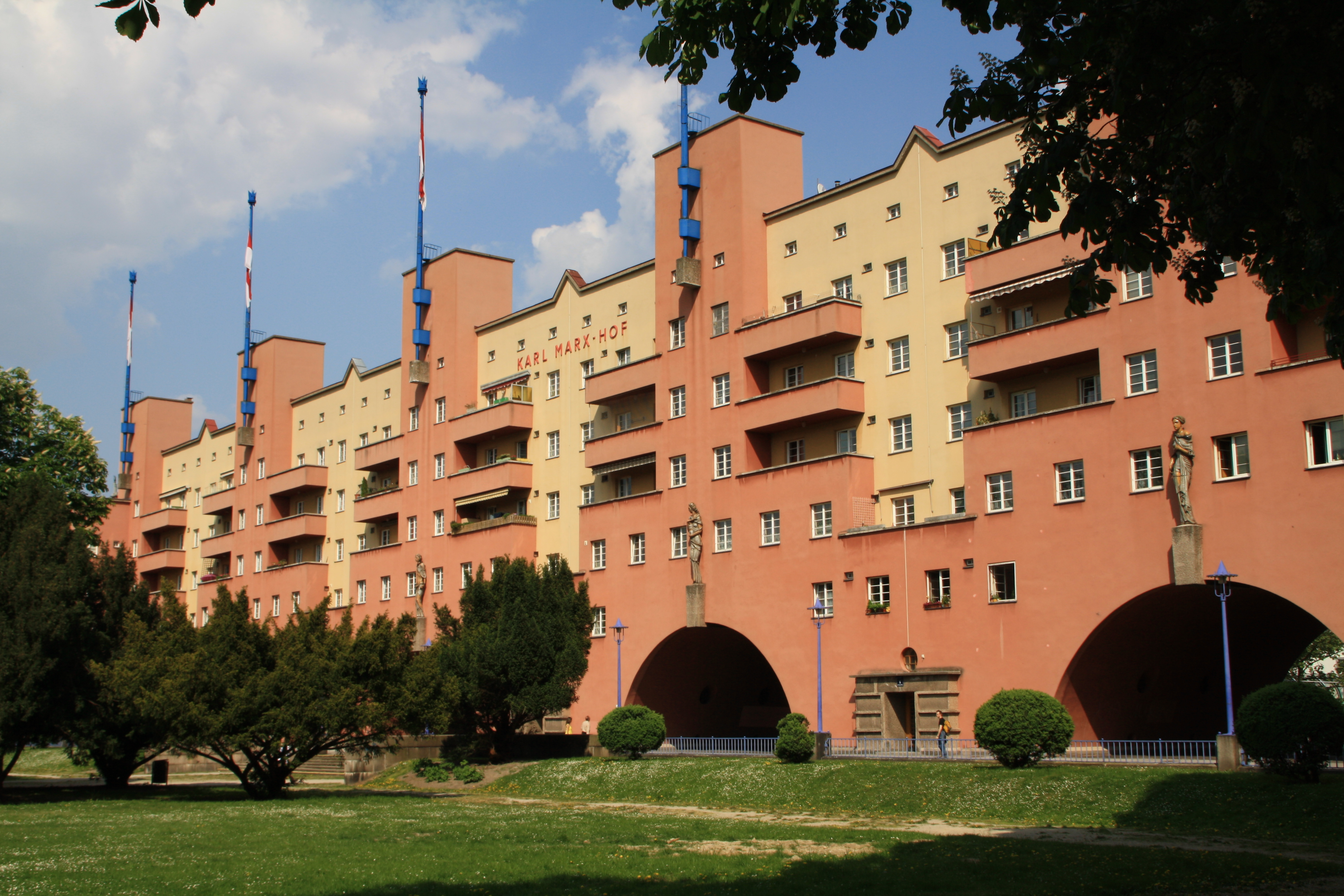
1927年から1930年にかけて建てられたカール・マルクス・ホーフ

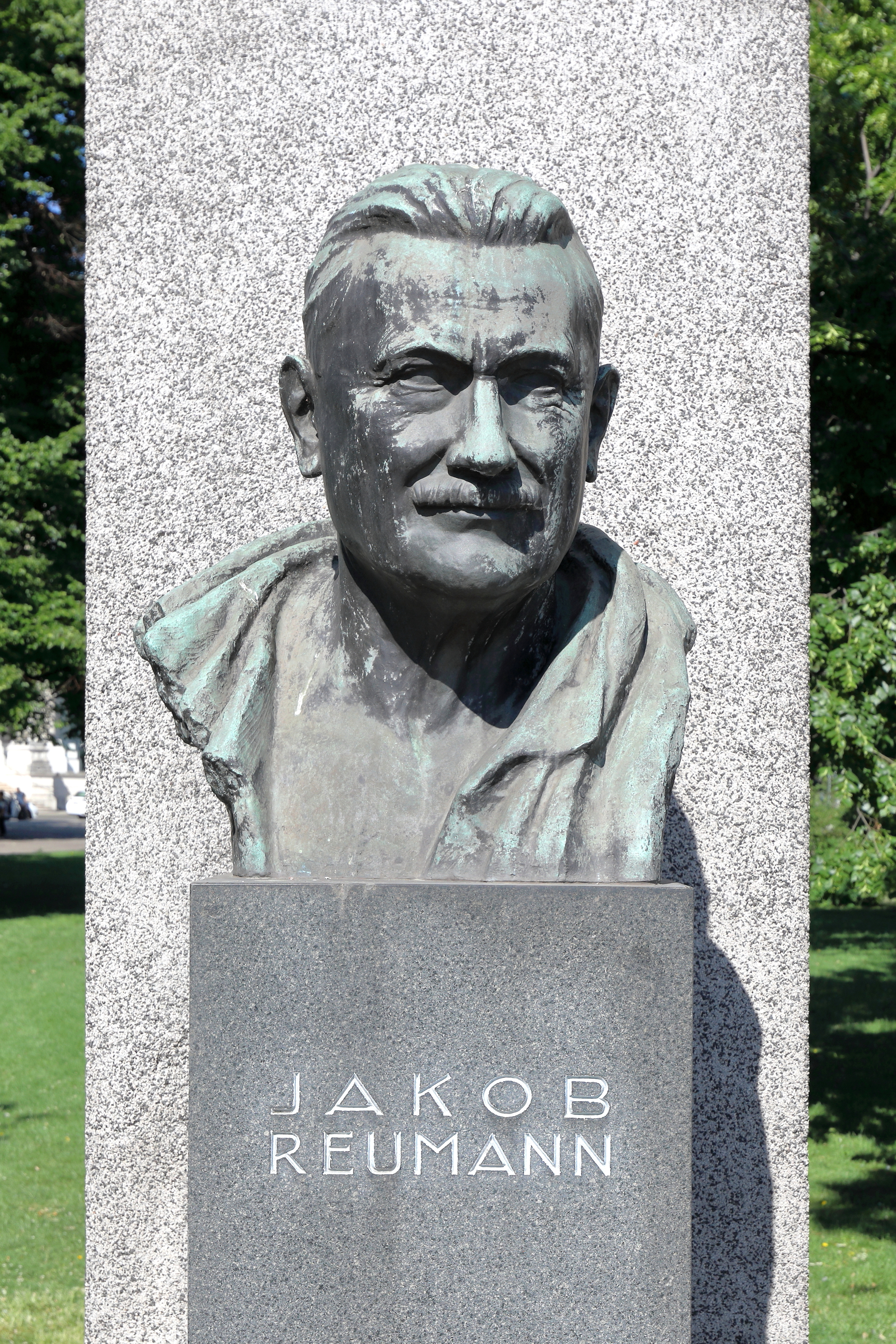
ヤーコプ・ロイマンの胸像

赤いウィーン（ドイツ語:Rotes Wien）とは、オーストリア社会民主党がウィーン市議会で初めて与党となり、民主的に統治を行った、1918年から1934年までの同市のニックネームである。

## 第一次世界大戦後の社会状況
第一次世界大戦がオーストリア＝ハンガリー帝国の崩壊で幕を閉じた後の1918年11月12日、第一共和国が成立。翌年5月4日には、初の普通選挙による市議会議員選挙が行われ、社会民主党が絶対多数を獲得し、ヤーコプ・ロイマンが初めて同党員市長に就いた。
当時のウィーンは、大戦中にロシア軍が一部を占領していたガリツィア（現在のウクライナ西部）からの難民の他、大戦末期になると、帝国軍の元兵士が一時的ではあれ、市内に定住していた。その多くが戦時債券を購入していた中産階級も、大戦終了に伴い紙屑同然となったため、ハイパーインフレーションも相俟って貧困層に転落。また、数世紀にわたり市内に食料を供給していた近隣地域の独立に伴い、食料不足が表面化した。住宅難も深刻で、結核やスペイン風邪、梅毒が一気に蔓延することとなった。

## 一般施策
第一共和国はカール・レンナー保革連合政権で幕を開けたが、同政権は共和国成立からたった一週間後に、8時間労働制を導入。その後、雇用保険制度や「労働評議会」と呼ばれる労働者による公的な合議機関が発足した。しかし、一連の改革に対する熱意は、第一次世界大戦終結から時が経つに従い、連合政権の一翼を担っていた保守のキリスト教社会党内で次第に小さくなっていった。こうして1920年には連合政権が崩壊、社会民主党はこれ以後1945年まで、連邦レベルでは野党乃至は地下活動を余儀なくされた。
だが、1919年の選挙で社会民主党が絶対多数を得たウィーンでは、同党による統治が続いた。同党はウィーンを社会民主主義政治の輝ける例とすることを目標に掲げており、実際に当時の施策はヨーロッパ全体からしても際立ったものであった。国内の保守派はこうした政治風土を嫌う傾向があったものの、ウィーンにおける社会民主党の成功に対し、当面はなす術が無かった。ジョン・ガンサーもこの時期の市政について、「ウィーンでは社会主義者が注目に値する統治を行っており、世界で最も成功した自治体にしたのではないか。（中略）ウィーンの社会主義者による功績は、戦後の欧州各国で最も活力に満ち溢れた社会主義運動であった」と述べている。

## 公共住宅
帝国政府は1917年に借地人保護法を可決、ウィーンに直接適用していた。同法はハイパーインフレーションにもかかわらず、アパートの賃貸料を1914年の水準に据え置くものであったため、新規の住宅計画が困難となった。それ故戦後、手頃な価格のマンションに対する需要が極めて高まり、公共住宅の整備がウィーンの社会民主党の間で主たる懸案として浮上。
1919年には、既存の住宅の効率性を高めるべく、連邦議会が住宅資格法を可決。ここにおいて、土地建物に対する民需の低さと安価な建設費が、都市行政による広範な公共住宅整備にとって、好都合であることが証明された。1925年（通貨が価値の下落したクローネからシリングに取って代わった年でもある）から1934年にかけて、カール・マルクス・ホーフなど6万以上もの大規模な近代的アパート群が、緑地の周辺に新規に建設された。
アパート建設費の4割は住宅税、残りは奢侈税や政府の出資からとなっているため、これらアパートの賃貸料を低く抑えられた。例えば、公共住宅の賃貸料は勤労者世帯の収入の4％程度に過ぎないが、民間となると3割にまで上昇。なお、病気にかかったり失業すれば、賃貸料の支払いは猶予される。

## 福祉・医療サービス
子育て世帯には、「新聞に包まれる子ども」が出ないよう、子ども向けの「衣服手当」が支給された他、働く女性の職場復帰が成るよう、幼稚園なども多数開園。また、医療費が無料化されたり、公共の浴場やスポーツ施設も整備された。このような福祉・医療サービスは、当時市議会議員を務めていたユリウス・タンドラーをして、「我々が若者向けの施設に投資することで、刑務所に金を使わなくて済むだろう。妊婦や新生児のケアに投資することで、精神病院に金を使わなくて済むだろう」とまで言わしめている。
社会政策に係る自治体の出費は、戦前に比して3倍となった。これが奏功してか、新生児の死亡率は国内平均を下回り、結核の感染率に至っては半分程度にまで下落。ガスや電気、ゴミ処理が軒並み自治体により運営されたことも、健康状態の改善の一助となった。

## 財政
連邦憲法で徴税を含め広範な自治権を州に与えていたこと、またウィーン市が州と同格の地位が付与されていたことを背景に、連邦税に加え州法により独自の新税を導入。これらの税は、乗馬や大型車、ホテルの部屋など奢侈品に課された。他の新税としては住宅建設税もあるが、こちらも累進課税となっている。いずれも有産階級に対する高率の課税であったが、税収は自治体の広範な住宅計画に充てられるため、多くのアパートには現在も「住宅建設税により建設されている」との銘板がある。
自治体の投資活動により、ウィーンの失業率は国内のみなならず、ドイツと比しても低いものであった。投資は皆借款ではなく税金で賄われたため、債権者からは自由であり、債券に利子を付けて支払う必要も生じなかった。ただし、オーストロファシズムが席巻した1930年代に入ると、連邦政府がウィーンを財政面で締め上げたため、これらのサービスは切り捨てられていった。